# Hosszúvölgy
Hosszúvölgy is een plaats (község) en gemeente in het Hongaarse comitaat Zala. Hosszúvölgy telt 188 inwoners (2001).